# Sigillina digitata
Sigillina digitata is een zakpijpensoort uit de familie van de Holozoidae. De wetenschappelijke naam van de soort is, als Eudistoma digitata, voor het eerst geldig gepubliceerd in 1962 door Millar.